# Comuna de Ornontowice
Ornontowice (polaco: Gmina Ornontowice) é uma gminy (comuna) na Polónia, na voivodia de Santa Cruz e no condado de Mikołowski. A sede do condado é a cidade de Ornontowice.
De acordo com os censos de 2004, a comuna tem 5530 habitantes, com uma densidade 366,2 hab/km².

## Área
Estende-se por uma área de 15,1 km², incluindo:
- área agricola: 64%
- área florestal: 26%

## Demografia
Dados de 30 de Junho 2004:
|                      | Total   | Total | Mulheres | Mulheres | Homens  | Homens |
| -------------------- | ------- | ----- | -------- | -------- | ------- | ------ |
|                      | pessoas | %     | pessoas  | %        | pessoas | %      |
| População            | 5530    | 100   | 2783     | 50,2     | 2747    | 49,8   |
| Densidade (pop./km²) | 366,2   | 100   | 184,3    | 184,3    | 181,9   | 181,9  |

De acordo com dados de 2002, o rendimento médio per capita ascendia a 2760,47 zł.